# 김천 (고려)
김천(金闡, ? ~ ?)은 고려 중기의 문신으로, 본관은 강릉(江陵)이다. 김영석(金永錫)의 3남이다.

## 생애
문과에 급제해 관직에 진출한 것으로 추측된다.
의종(毅宗)조에 내시(內侍)·호부시랑(戶部侍郞)·충사관수찬관(充史館修撰官)·세마(洗馬), 내시·전중감(殿中監)을 거쳤다.
1170년(명종 즉위년) 명종(明宗)이 즉위하자 추밀원부사(樞密院副使)에 임명되어 재추의 반열에 들었고, 1172년(명종 2) 1월 서북면병마사행영(西北面兵馬使行營)·중군병마사(中軍兵馬使)로 나갔다.
7월 동지추밀원사(同知樞密院事)로서 문과의 지공거(知貢擧)를 맡아 장문경(張聞慶) 등 29명에게 급제를 주었으며, 이후 관직이 추밀원사(樞密院使)·이부상서(吏部尙書)·한림학사승지(翰林學士丞旨)에 이르렀다.

## 가족 관계
- 증조 - 김상기(金上琦, 1031년 ~ 1111년) : 수태위(守太尉)·문하시랑평장사(門下侍郞平章事)·판예병부사(判禮兵部事)·감수국사(監修國史)·상주국(上柱國), 문정공(文貞公), 선종(宣宗)의 배향공신
  - 조부 - 김인존(金仁存, ? ~ 1127년) : 수태부(守太傅)·문하시중(門下侍中)·판이형부국학사(判吏刑部國學事)·감수국사·상주국, 문성공(文成公), 예종(睿宗)의 배향공신
    - 아버지 - 김영석(金永錫, 1089년 ~ 1166년)[1] : 수태위·중서시랑평장사(中書侍郞平章事)
    - 어머니 - 검교태사(檢校大師)·수태부·문하시중·판이예부사(判吏禮部事)·서경유수사(西京留守事)·감수국사·상주국, 문충공(文忠公) 이공수(李公壽, ? ~ 1137년)의 장녀[6]
      - 형 - 이름 미상, 요절[1]
      - 형 - 김굉(金閎)[1] : 군기주부(軍器注簿)·직한림원(直翰林院)
      - 동생 - 김항(金閌)[1] : 한림학사(翰林學士)
      - 부인 - 미상
        - 사위 - 박인석(朴仁碩, 1144년 ~ 1212년)[5] : 호부상서(戶部尙書)